# Гілліан ван ден Берг
Гілліан ван ден Берг  (нід. Gillian van den Berg, 8 вересня 1971) — нідерландська ватерполістка, олімпійська чемпіонка.

## Виступи на Олімпіадах
| Олімпіада   | Дисципліна | Місце |
| ----------- | ---------- | ----- |
| Сідней 2000 | водне поло | 4     |
| Пекін 2008  | водне поло | 1     |